# Alice Pol
Alice Pol (Saint-Pierre, 3 dicembre 1982) è un'attrice francese.

## Biografia
Nata nell'isola de La Riunione il 3 dicembre 1982, ma cresciuta a Marsiglia, Alice Pol inizia a studiare recitazione all'età di 15 anni. Dopo il diploma di maturità, studia legge e storia dell'arte. Esordisce come attrice di teatro in Le concile d’amour per la regia di Olivier Maltinti.

## Filmografia

### Cinema
- Vilaine, regia di Jean-Patrick Benes e Allan Mauduit (2007)
- Joueuse, regia di Caroline Bottaro (2008)
- Emotivi anonimi (Les émotifs anonymes), regia di Jean-Pierre Améris (2010)
- La Croisière, regia di Pascale Pouzadoux (2011)
- Une folle envie, regia di Bernard Jeanjean (2011)
- Un piano perfetto (Un plan perfect), regia di Pascal Chaumeil (2012)
- Il paradiso degli orchi (Au bonheur des ogres), regia di Nicolas Bary (2013)
- Joséphine, regia di Agnès Obadia (2013)
- Supercondriaco - Ridere fa bene alla salute (Supercondriaque), regia di Dany Boon (2014)
- Qui c'est les plus forts?, regia di Charlotte de Turckheim (2015)
- Uno più una (Un + une), regia di Claude Lelouch (2015)
- Cézanne et moi, regia di Danièle Thompson (2016)
- Una poliziotta fuori di testa (Raid Dingue), regia di Dany Boon (2017)
- Embrasse-moi!, regia di Océanerosemarie e Cyprien Vial (2017)
- Maryline, regia di Guillaume Gallienne (2017)
- Je vais mieux, regia di Jean-Pierre Améris (2018)
- Fuga da Villa Arzilla (Les vieux fourneaux), regia di Christophe Duthuron (2018)
- Le dindon - Il tacchino (Le Dindon), regia di Jalil Lespert (2019)
- L'Aventure des Marguerite, regia di Pierre Coré (2020)
- J'irai mourir dans les Carpates, regia di Antoine de Maximy (2020)
- C'est la vie, regia di Julien Rambaldi (2020)
- Si on chantait, regia di Fabrice Maruca (2021)
- C'est magnifique!, regia di Clovis Cornillac (2021)
- Murder Party, regia di Nicolas Pleskof (2022)
- Les Vieux Fourneaux 2: Bons pour l'asile, regia di Christophe Duthuron (2022)
- Un petit miracle, regia di Sophie Boudre (2023)
- La Tête dans les étoiles, regia di Emmanuel Gilibert (2023)

### Televisione
- Bella è la vita (Plus belle la vie) - serie TV (2004)
- Ma terminale - serie TV (2004)
- Julie Lescaut - serie TV, episodio 14x03 (2004)
- Saint Tropez (Sous le soleil) - serie TV, episodio 13x15 (2008)
- Mafiosa, le clan - serie TV, episodio 2x02 (2008)
- La Loi selon Bartoli - serie TV, episodio 1x02 (2011)
- Very Bad Blagues - serie TV, episodio 2x58 (2012)
- Merlin - serie TV (2012)
- Scomparsa (Disparue) - serie TV (2015)
- Calls - serie TV, episodio 2x06 (2019)

## Opere
- (FR) Coup de pelle, Robert Laffont, 2023, ISBN 978-2221270851.